# Paré Glacier
Paré Glacier är en glaciär i Antarktis. Den ligger i Västantarktis. Argentina, Chile och Storbritannien gör anspråk på området. Paré Glacier ligger 512 meter över havet.
Terrängen runt Paré Glacier är bergig söderut, men norrut är den kuperad. Havet är nära Paré Glacier åt nordost. Trakten är obefolkad. Det finns inga samhällen i närheten. 